# 1098
1098 (MXCVIII) var ett normalår som började en fredag i den julianska kalendern.

## Händelser

### Okänt datum
- Norrmännen gör anspråk på allt land väster om Göta älv, Vänern och Klarälven, varför ett krig mellan Sverige och Norge utbryter.
- Första korståget: Belägringen av Antiochia avslutas.

## Födda
- Hildegard av Bingen, helgon.

## Avlidna
- 1 augusti – Adhemar av Le Puy, påvlig representant under första korståget.
- Balduin II, greve av Hainaut.